# Patrick Diotte
Pour les articles homonymes, voir Diotte.
Patrick Diotte est un joueur de soccer international canadien né le 13 novembre 1967 à Longueuil. Il joue comme défenseur durant toute sa carrière au Québec avec le Supra de Montréal puis l'Impact de Montréal.

## Biographie

### En club
Patrick Diotte joue en faveur des Ottawa Pioneers, du Supra de Montréal, et enfin de l'Impact de Montréal.
Il dispute un total de 313 matchs en championnat, inscrivant trois buts.

### En équipe nationale
Patrick Diotte reçoit six sélections en équipe du Canada entre 1991 et 1995.
Il participe avec l'équipe du Canada à la Gold Cup 1991 organisée aux États-Unis. Lors de cette compétition, il joue deux matchs : contre le Mexique, puis contre la Jamaïque.

## Palmarès
- Médaillé d'or aux Jeux de la Francophonie en 1989 avec l'équipe du Canada[3]
- Vainqueur de l'American Professional Soccer League en 1994 avec l'Impact de Montréal[2]